# Margriet Meindertsma
Margriet Cornelia Meindertsma (Midwolda, 21 januari 1943) is een voormalig Nederlands politicus namens de Partij van de Arbeid.
Meindertsma groeide op in een boerengezin. Ze deed een opleiding opbouwwerk en studeerde twee jaar kunstgeschiedenis aan de Rijksuniversiteit Groningen. In 1978 werd zij raadslid in Zwolle en in 1985 wethouder; in de laatste functie was zij onder meer verantwoordelijk voor volkshuisvesting en stadsvernieuwing. Van 1993 tot 1998 was zij tevens locoburgemeester. In 1994 nam ze enkele maanden het burgemeesterschap van Zwolle waar.
Van 1999 tot 2011 was Meindertsma lid van de Eerste Kamer. Haar beleidesterreinen waren Volkshuisvesting, Ruimtelijke Ordening en Milieu, en Binnenlandse Zaken. Zij was voorzitter van de vaste commissie voor Milieu. In 2001 behoorde zij tot een minderheid binnen de fractie van haar partij die prins Willem-Alexander geen toestemming wilde geven voor zijn voorgenomen huwelijk met Máxima Zorreguieta.
- Parlement.com: vg09llkmlvyw